# 白面子树
白面子树（Aria nivea）是一种落叶树，形态紧密而呈半球形，又很少向上倾斜的树枝；喜爱的土壤含有白垩和石灰岩。乳白色的兩性花在五月份開放，藉由昆虫传粉。猩红色的果實是鸟类的食物。